# Vanessa Hudgens
Vanessa Anne Hudgens (Salinas, Kalifornia, 1988. december 14. –) amerikai színésznő, énekesnő.
2003-ban olyan filmekben debütált, mint például a Tizenhárom vagy a Viharmadarak és 2006-ban hatalmas hírnévre tett szert, mivel szerepet kapott a Disney Channel Szerelmes hangjegyek című filmjében. Időközben zenei karrierjébe is belekezdett, és 2006-ban kiadta bemutatkozó albumát, a V-t. 2007-ben a Neutrogena arca lett.

## Élete és pályafutása

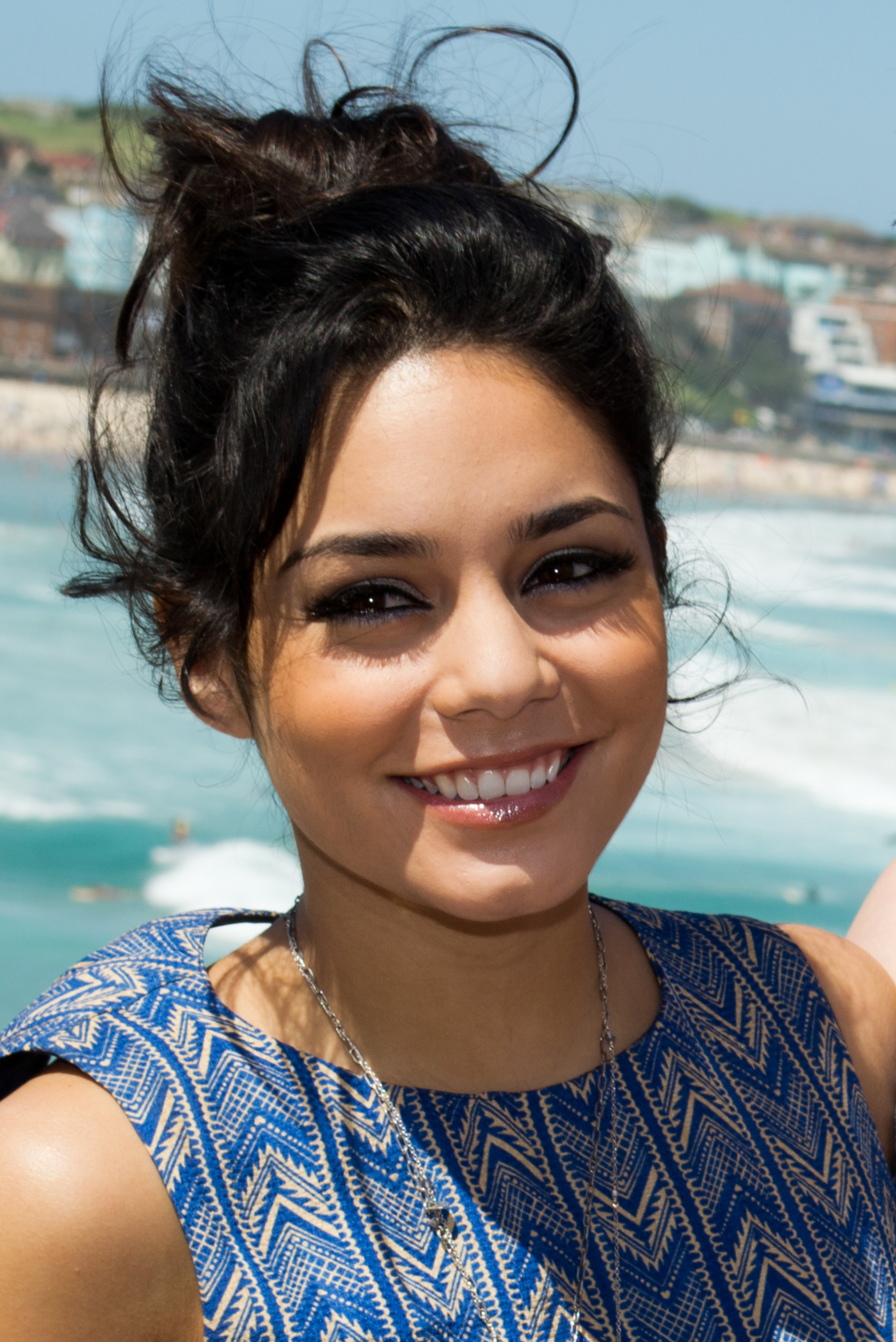
2012 januárjában

Vanessa Anne Hudgens néven született 1988. december 14-én Salinasban, Kaliforniában, Greg Hudgens és Gina Guanco első gyermekeként. Római katolikus vallású. Ereiben filippínó, kínai, latin, indián amerikai és ír vér is csörgedezik. Karrierjét egy zenei színházban kezdte, ekkor nyolcéves volt. Szerepeket játszott az Evita, Körhinta, Óz, a nagy varázsló, A király és én, Hamupipőke darabokban is. Szülei egy ügynökkel szerződést is aláírtak, így a Hudgens család előbb San Diegóba, majd Los Angeles-be költözött. Végül 2003-ban Vanessa megkapta első filmszerepét a Tizenhárom című filmben, melyben Noel-t alakította, Nikki Reed és Evan Rachel Wood oldalán.
Első nagyobb szerepe  a Viharmadarak (2004) című sci-fi-kalandfilmben volt. A 2000-es évek elején vendégszerepelt a Quintuplets, és A Garcia testvérek című sorozatokban, 2006-ban megkapta Corrie szerepét Zack és Cody életében.
2006-ban Gabriella Montezt játszhatta el a Szerelmes hangjegyek című zenés filmben, amelyben egyszerre kellett színészkednie, énekelnie, és táncolnia. A film meghozta számára az átütő sikert. A Szerelmes hangjegyek a Disney legsikeresebb filmjei közé tartozik: 2006. január 20-án debütált, és nyolcmillióan nézték meg. A hozzá készült filmzenei CD is nagy sikerre tett szert, a Billboard Charts-on az első volt, nem sokkal a kiadás után. A DVD-t 2006. május 23-án adták ki, az első nap 400.000 darabot adtak el belőle. A film Primetime Emmy-díjat nyert, és az MTV Teen Choice Awards-on három díjat is megszerzett, a szereposztásért, valamint Vanessa és Zac játékáért. 2005 és 2010 között a film forgatása közben megismert színésztársa, Zac Efron párja volt.
A Szerelmes hangjegyek című filmben eredetileg Ashley Tisdale alakította volna Gabriella Montezt, de a rendezők Vanessát hitelesebbnek tartották erre a karakterre, így Ashley Tisdale végül Sharpay Evans szerepét kapta meg. Vanessát debütáló CD-jéért is megrohamozták a kiadók, végül a Hollywood Records-szal írta alá a szerződést. 2006. szeptember 26-án kiadták első szólóalbumát a V-t, az első szám az albumról a „Come Back To Me” volt, ami a TRL-en a 3. helyen volt már az első héten. A CD-je nem egystílusú, hanem van benne pop, rock, hangulatos zene, elektronikus beütés, és R&B is, így eléggé változatos a hallgatók számára.
Eközben 2008. július 1-jén megjelent Vanessa második szólóalbuma, az Identified, magyarul „Azonosítva”. A lemez hatalmas sikernek örvendett, első kislemeze, a „Sneakernight” vagyis az „Tornacipős éjszaka” hamar sláger lett.
A High School Musical 3. – Végzősök (2008) című filmjének óriási sikere lett, az első héten 45 millió dolláros bevételt hozott.
Vanessa Sneakernight című számával bejutott a VIVA CHART SHOW-ba. 2009. április 4-én 4. helyezett lett. Szintén 2009-ben megjelent a High School Rock című filmje. 2011-ben két filmben – Álomháború, Csúf szerelem – játszott főszerepet.

## Filmográfia

### Film
| Év   | Magyar cím                                    | Eredeti cím                               | Szerep                                         | Magyar hang            |
| ---- | --------------------------------------------- | ----------------------------------------- | ---------------------------------------------- | ---------------------- |
| 2003 | Tizenhárom                                    | Thirteen                                  | Noel                                           | Molnár Ilona           |
| 2004 | Viharmadarak                                  | Thunderbirds                              | Tintin                                         | Csifó Dorina           |
| 2008 | High School Musical 3. – Végzősök             | High School Musical 3: Senior Year        | Gabriella Montez                               | Bogdányi Titanilla     |
| 2009 | High School Rock                              | Bandslam                                  | Sa5m                                           | Bogdányi Titanilla     |
| 2011 | Álomháború                                    | Sucker Punch                              | Blondie                                        | Bogdányi Titanilla     |
| 2011 | Csúf szerelem                                 | Beastly                                   | Lindy Taylor                                   | Lamboni Anna           |
| 2012 | Utazás a rejtélyes szigetre                   | Journey 2: The Mysterious Island          | Kailani                                        | Bogdányi Titanilla     |
| 2012 | Spring Breakers – Csajok szabadon             | Spring Breakers                           | Candy                                          | Vadász Bea             |
| 2013 | Dermesztő rémület                             | The Frozen Ground                         | Cindy Paulson                                  | Bogdányi Titanilla     |
| 2013 | Machete gyilkol                               | Machete Kills                             | Cereza Desdemona                               | Bogdányi Titanilla     |
| 2013 |                                               | Gimme Shelter                             | Agnes 'Apple' Bailey                           |                        |
| 2015 |                                               | Freaks of Nature                          | Lorelei                                        |                        |
| 2018 | Kutya egy nyár                                | Dog Days                                  | Tara                                           | Bogdányi Titanilla     |
| 2018 | Karácsonyi cserebere                          | The Princess Switch                       | Stacy De Novo / Lady Margaret                  | Bogdányi Titanilla     |
| 2018 | Álommeló                                      | Second Act                                | Zoe Clarke                                     | Bogdányi Titanilla     |
| 2019 | Szélsőség                                     | Polar                                     | Camille                                        |                        |
| 2019 | A karácsonyi lovag                            | The Knight Before Christmas               | Brooke Winters                                 | Gyöngy Zsuzsa          |
| 2020 | Bad Boys – Mindörökké rosszfiúk               | Bad Boys for Life                         | Kelly                                          | Bogdányi Titanilla     |
| 2020 | Karácsonyi cserebere: Az új hasonmás          | The Princess Switch: Switched Again       | Stacy De Novo / Lady Margaret / Fiona Pembroke | Bogdányi Titanilla     |
| 2021 | My Little Pony: Az új nemzedék                | My Little Pony: A New Generation          | Sunny Starscout (hangja)                       | Czető Zsanett          |
| 2021 | My Little Pony: Az új nemzedék                | My Little Pony: A New Generation          | Sunny Starscout (hangja)                       | Békefi Viktória (ének) |
| 2021 | Tick, Tick... Boom!                           | Tick, Tick... BOOM!                       | Karessa Johnson                                | Bogdányi Titanilla     |
| 2021 | Karácsonyi cserebere 3. – Szerelmes csillagok | The Princess Switch 3: Romancing the Star | Stacy De Novo / Lady Margaret / Fiona Pembroke | Bogdányi Titanilla     |
| 2021 |                                               | Asking for It                             | Beatrice                                       |                        |
| 2023 | Boldogság Owl városában                       | Downtown Owl                              | Naomi                                          | Bogdányi Titanilla     |
| 2024 | Bad Boys – Mindent vagy többet                | Bad Boys: Ride or Die                     | Kelly                                          | Bogdányi Titanilla     |

## Televízió

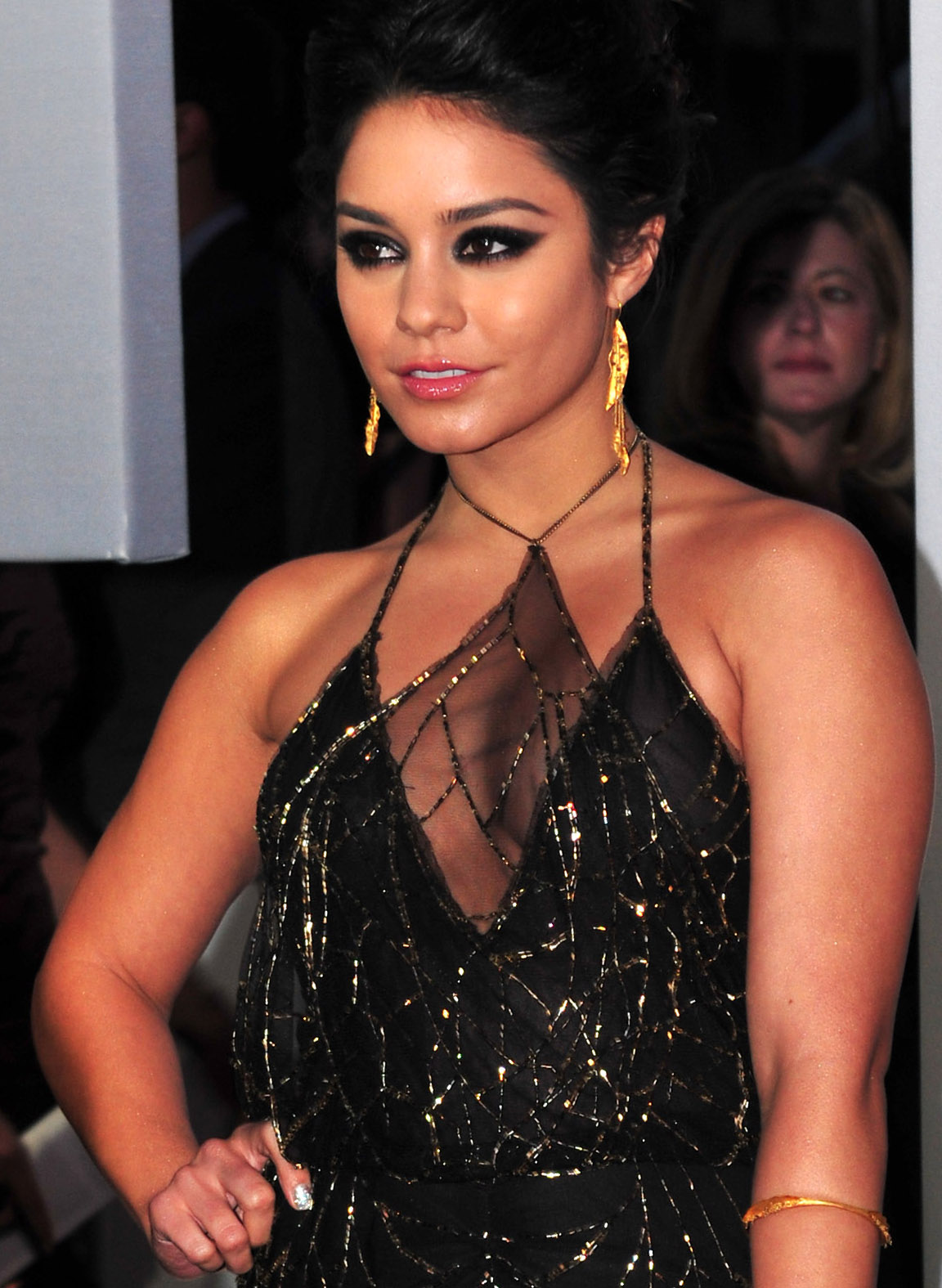
A 38. People's Choice díjkiosztón (2012)

| Év        | Magyar cím                      | Eredeti cím                   | Szerep                                             | Megjegyzések                                     |
| --------- | ------------------------------- | ----------------------------- | -------------------------------------------------- | ------------------------------------------------ |
| 2002      | Szívem csücskei                 | Still Standing                | Tiffany                                            | 1 epizód                                         |
| 2002      | Gyilkossági csoport             | Robbery Homicide Division     | Nicole                                             | 1 epizód                                         |
| 2003      | A Garcia testvérek              | The Brothers Garcia           | Lindsay                                            | 1 epizód                                         |
| 2005      |                                 | Quinuplets                    | Carmen                                             | 1 epizód                                         |
| 2006      | Drake és Josh                   | Drake & Josh                  | Rebecca                                            | 1 epizód                                         |
| 2006      | Szerelmes hangjegyek            | High School Musical           | Gabriella Montez                                   | - tévéfilm - magyar hangja: - Molnár Ilona       |
| 2006      | Zack és Cody élete              | The Suite Life of Zack & Cody | Corrie                                             | 4 epizód                                         |
| 2007      | Szerelmes hangjegyek 2.         | High School Musical 2         | Gabriella Montez                                   | - tévéfilm - magyar hangja: - Bogdányi Titanilla |
| 2009      | Robotcsirke                     | Robot Chicken                 | Lara Lor-Van / Butterbear / Erin Esurance (hangja) | 1 epizód                                         |
| 2012      | Punk’d – SztÁruló               | Punk'd                        | önmaga                                             | 1 epizód                                         |
| 2017      |                                 | Powerless                     | Emily Locke                                        | főszereplő                                       |
| 2017      | Bear Grylls: Sztárok a vadonban | Running Wild with Bear Grylls | önmaga                                             | 1 epizód                                         |
| 2018–2019 | Tömény történelem               | Drunk History                 | Jeanne d’Arc / Marge Callaghan / Mata Hari         | 3 epizód                                         |
| 2022      | Entergalactic                   | Entergalactic                 | Karina (hangja)                                    | különkiadás                                      |

## Diszkográfia
- V (2006)
- Identified (2008)

## Fordítás
Ez a szócikk részben vagy egészben  a   Vanessa Hudgens című angol Wikipédia-szócikk fordításán alapul.  Az eredeti cikk szerkesztőit annak laptörténete sorolja fel. Ez a jelzés csupán a megfogalmazás eredetét és a szerzői jogokat jelzi, nem szolgál a cikkben szereplő információk forrásmegjelöléseként.